# Digna Ochoa
Digna Ochoa y Plácido est une avocate et militante des droits de l'homme mexicaine née le 15 mai 1964 à Misantla, État de Veracruz de Ignacio de la Llave et décédée le 19 octobre 2001 à Mexico.

## Biographie
Elle suit les cours de la faculté de droit de Xalapa en 1984 et commence à travailler à temps partiel pour le Procureur Général de Veracruz en 1986. 
Le 16 août 1988, après avoir dit à sa famille qu’elle avait trouvé une « liste noire » d’activistes politiques dans les bureaux de son employeur, elle est séquestrée. Lors de sa libération, Ochoa déclare que ses ravisseurs étaient des officiers de la police d’État, et qu’elle a été violée - Aucune enquête n’a lieu sur ses allégations[réf. nécessaire]. 
En 1996, Amnesty International crée une alerte sur les menaces de mort émises contre Digna Ochoa ainsi qu’une autre avocate, Pilar Noriega. Ces menaces cherchent à les intimider pour leur participation à la défense de supposés zapatistes, considérés comme prisonniers d'opinion.[réf. nécessaire]
En 1999, Digna Ochoa est séquestrée à son domicile par des inconnus, qui l’interrogent  sur ses activités à la Prodh, sur ses rapports avec la défense des prisonniers politiques et sur les mouvements armés au Mexique. Elle reçoit aussi beaucoup de messages anonymes contenant des menaces de mort dans les bureaux de la Prodh. La Cour interaméricaine des droits de l'homme est alors saisie, ce qui signifie qu'est reconnue la nécessité de justice par une instance supranationale. Le 17 novembre de cette année, cette même cour se prononce et ordonne la protection de la vie et l’intégrité physique de Digna Ochoa ainsi que d’autres membres de la Prodh. 
Pour assurer sa sécurité, en 2000, elle déménage aux États-Unis d’Amérique. En 2001, elle décide de revenir au Mexique, et avec Pilar Noriega elle entame la défense cas des frères Cerezo Contreras. Elles s’occupent alors aussi du cas de militants écologistes prisonniers au Guerrero. 
Le 19 décembre 2001, elle est assassinée, cependant, alors que toutes les premières déclarations parlent d’homicide, la Procureur Générale de Justice du District Fédéral (PGJDF) diffuse une thèse qui conclut au suicide, refuse de poursuivre l’enquête et décide la fermeture de l’enquête[réf. nécessaire]
L’autopsie indique que son corps a deux blessures par balles de calibre 22. Sa mort est causée par un coup de feu dans la tête : la blessure débute sur le côté gauche, et, selon le médecin légiste, traverse le crâne de gauche à droite avec un léger angle du haut vers le bas et de l’arrière vers l’avant. La balle resta incrustée dans la tempe droite, tout cela alors qu’Ochoa était droitière. L’autre balle entra dans la cuisse de l’avant vers l’arrière. La thèse du suicide est réfutée, notamment par son frère Jesús. 
Malgré ces faits, le journal mexicain El Universal commence alors une campagne de dénigrement, tendant à montrer l'hypothèse du suicide. 
À la suite des demandes de sa famille, son cadavre fut exhumé en 2005, et les recherches sur sa mort reprennent. L’enquête montre que derrière le meurtre de Digna Ochoa se trouvent des militaires mis en cause par l’activisme des prisonniers que défendait l’avocate[réf. nécessaire]
Le 15 mars 2007, dans la Sierra de Petatlan, au Guerrero, un paysan met en cause l’ancien maire de Petatlán, Rogaciano Alba (en) Alvarez, comme auteur intellectuel de l’assassinat de l’avocate. 
En 2003, elle reçoit à titre posthume le Prix international des droits de l'homme Ludovic-Trarieux.